# Dannheim
Dannheim ist ein Ortsteil der Stadt Arnstadt im Ilm-Kreis (Thüringen).

## Geografie

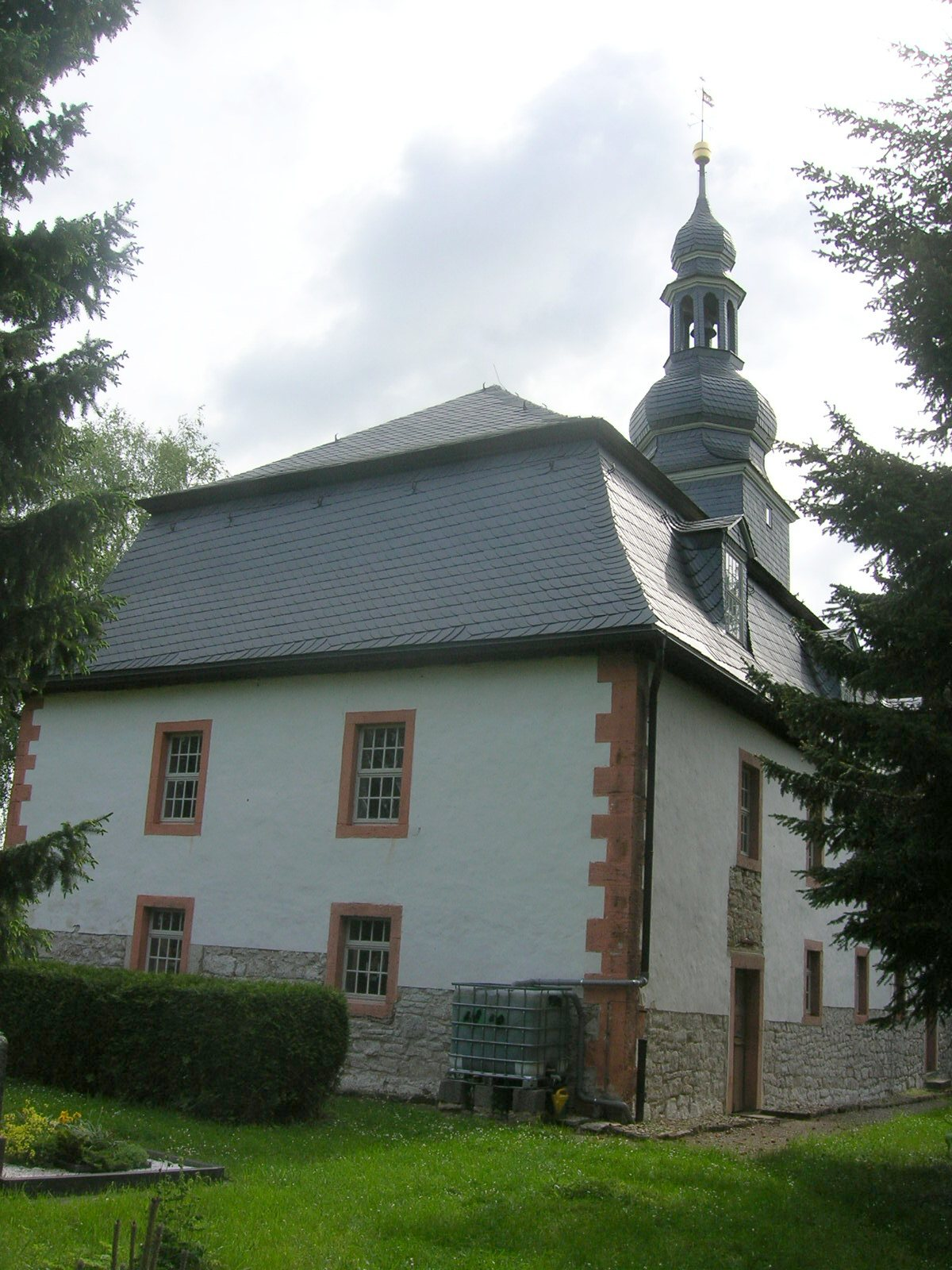
Dorfkirche St. Bonifatius

Dannheim liegt im Vorland des Thüringer Waldes etwa fünf Kilometer südöstlich von Arnstadt am Ostrand der bewaldeten Reinsberge, während die Flächen östlich des Dorfes landwirtschaftlich genutzt werden. Die Ortsflur hat eine Fläche von 6,47 km². Die Ortsmitte liegt 377 Meter über NN.
Am südwestlichen Ortsrand gibt es mit der Schenne eine so genannte Hungerquelle, die nur zu bestimmten Zeiten, dann aber mitunter mit lautem Getöse, aufbricht. Die Ursache dafür ist in sich füllenden Hohlräumen des Kalksteinuntergrunds zu suchen.
Der am Nordrand des Dorfes befindliche 1200 Quadratmeter große Dannheimer Teich ist als Flächennaturdenkmal deklariert, da er eine besondere Bedeutung als Laichgewässer für vier gefährdete Amphibienarten besitzt.

## Geschichte
Die erste urkundliche Erwähnung des Ortes als Tanaheim datiert in die zweite Hälfte des 8. Jahrhunderts, wobei ein genaues Jahr bis heute nicht ermittelbar ist. Orts- und Flurbezeichnungen deuten darauf hin, dass es im Mittelalter hier ein Kloster gab. Der zugehörige Klosterhof wurde nach der Reformation in ein Rittergut der Herren von Marschall umgewandelt. Dieses bestand bis zum Kauf durch 18 Bewohner der Gemeinde im Jahr 1811. Das als Schloss bezeichnete Wohnhaus verfiel daraufhin und wurde 1848 abgebrochen. Die heute als Wohnhaus genutzte Schule wurde 1781 gebaut. Das markanteste Gebäudes des Ortes, die evangelische Kirche St. Bonifatius, wurde auf einer Anhöhe am Westrand des Dorfes von 1774 bis 1778 errichtet, wobei eine Glocke aus dem Jahr 1517 stammt. Bis 1920 gehörte Dannheim zum Amt Arnstadt in der Oberherrschaft des Fürstentums Schwarzburg-Sondershausen. Der Ort ging 1994 in der Gemeinde Wipfratal auf, in deren Zentrum er lag. Am 1. Januar 2019 wurde Wipfratal nach Arnstadt eingemeindet.
In den 1990er Jahren wurde die 1959 wegen Baufälligkeit geschlossene Kirche rekonstruiert und wiedereröffnet. In dieser Zeit wurden auch das Pfarrhaus und das daneben stehende Wohn-Stall-Haus des ehemaligen Klosterhofs restauriert. Die Eigentümer des letzteren erhielten dafür im Jahr 2000 den Thüringer Denkmalschutzpreis.

## Politik
Die Arnstädter Ortsteile Branchewinda, Dannheim, Görbitzhausen und Roda haben eine gemeinsame Ortsteilverfassung gemäß § 45 Thüringer Kommunalordnung, sodass für alle vier Ortsteile ein gemeinsamer Ortsteilbürgermeister und Ortsteilrat zuständig ist.
Der ehrenamtliche Ortsteilbürgermeister ist seit 2019 Uwe Greßler, er wurde zuletzt bei den Kommunalwahlen in Thüringen am 26. Mai 2024 im Amt bestätigt. Zusammen mit sechs weiteren Mitgliedern bildet Greßler den Ortsteilrat.

## Wirtschaft und Verkehr
Dannheim ist ein landwirtschaftlich geprägter Ort. Heute arbeiten viele Dannheimer in Arnstadt, einige kleinere Handwerks- und Dienstleistungsfirmen gibt es aber auch im Ort.
Das Dorf liegt an der Landesstraße 1047 von Arnstadt nach Gehren. Ein Ortsverbindungsweg führt über die Reinsberge nach Siegelbach. Der nächste Bahnhof befindet sich im fünf Kilometer entfernten Arnstadt.

## Persönlichkeiten
- August von Marschall (1759–1843), kurhessischer Generalleutnant und Kommandant von Kassel, geboren in Dannheim
- Wilhelm Toelle (1876–1965), Jurist und Politiker, geboren in Dannheim
- Harald Rose (1927–2020), Botschafter der DDR